# 长孙兕
长孙兕（517年—566年），字义贞，河南洛阳人，长孙晟之父，长孙无忌、长孙皇后祖父。

## 生平
他口才很好，善于机辩，强记博闻，爱好与朋友出游。父亲长孙裕用自己的十七级官阶为他求官，因此得官左将军，加通直散骑常侍。又以父勋，封平原县伯。
永熙三年（534年），跟随魏孝武帝元修西去长安投奔宇文泰，封鄴县侯。历任绛、熊二州刺史，并有能名。后袭父爵平原县开国侯。
北周天和元年（566年），进骠骑大将军、开府仪同三司，同年去世，赠勋州、绛州、晋州三州诸军事、勋州刺史。由次子长孙炽嗣爵。

## 墓志
长孙兕志文：
维天和元年岁次丙戌十月甲辰朔二十九日壬申，使持节骠骑大将军、开府仪同三司、大都督、熊州刺史、平原县开国侯，故拔拔兕，字义贞，殡于此。赠勋州、绛州、晋州三州诸军事、勋州刺史。妻叱干氏。息伯謩。息仲炽。息鹅王。息多宝
长孙兕夫人志文：
魏左光禄大夫散骑常侍开府仪同三司平原侯长孙公妻周城郡君薛氏，时年七十九，大隋仁寿二年九月廿日薨於京师之第，以仁寿三年岁次癸亥二月癸酉朔十二日甲申，葬於大兴县永寿乡小陵原。
- 宇文泰恢复鲜卑旧姓，长孙兕改回旧姓拔拔氏。墓志于2011年出土于西安。

## 家族

### 祖父
- 长孙稚，北魏上党文宣王。

### 父亲
- 长孙裕，字子裕，官卫尉少卿。以父勋，封平原县伯。

### 子
- 长孙謩，字伯謩
- 长孙炽，字仲光
- 长孙敞，字休明
- 长孙晟，字季晟